# Leptodactylus rhodomystax

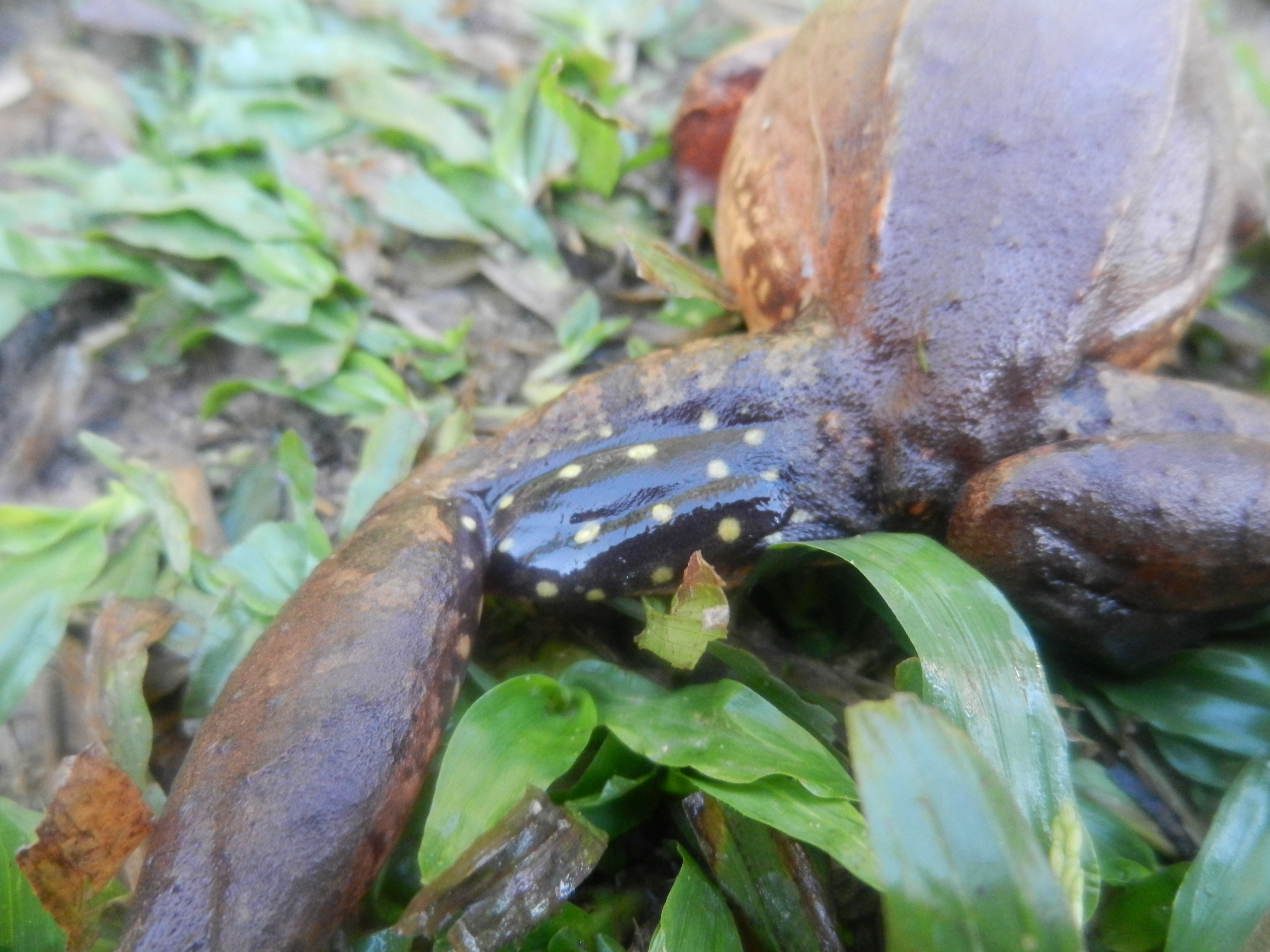
Die Oberschenkel von Leptodactylus rhodomystax zeigen weiße Flecken auf dunklem Grund.

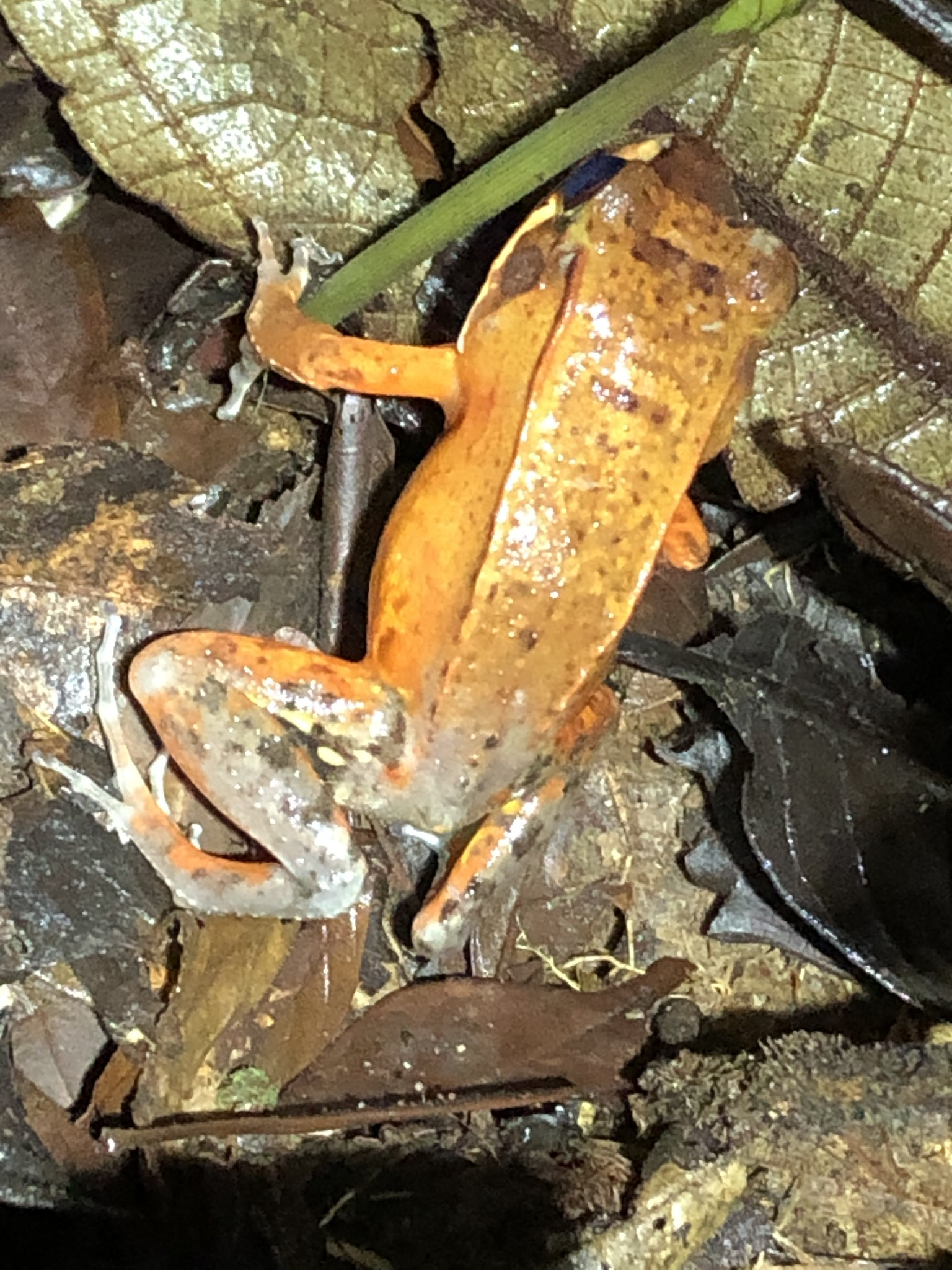
Leptodactylus rhodomystax aus Peru. Die Finger und Zehen sind sehr schmal und nicht von Hautlappen gesäumt.

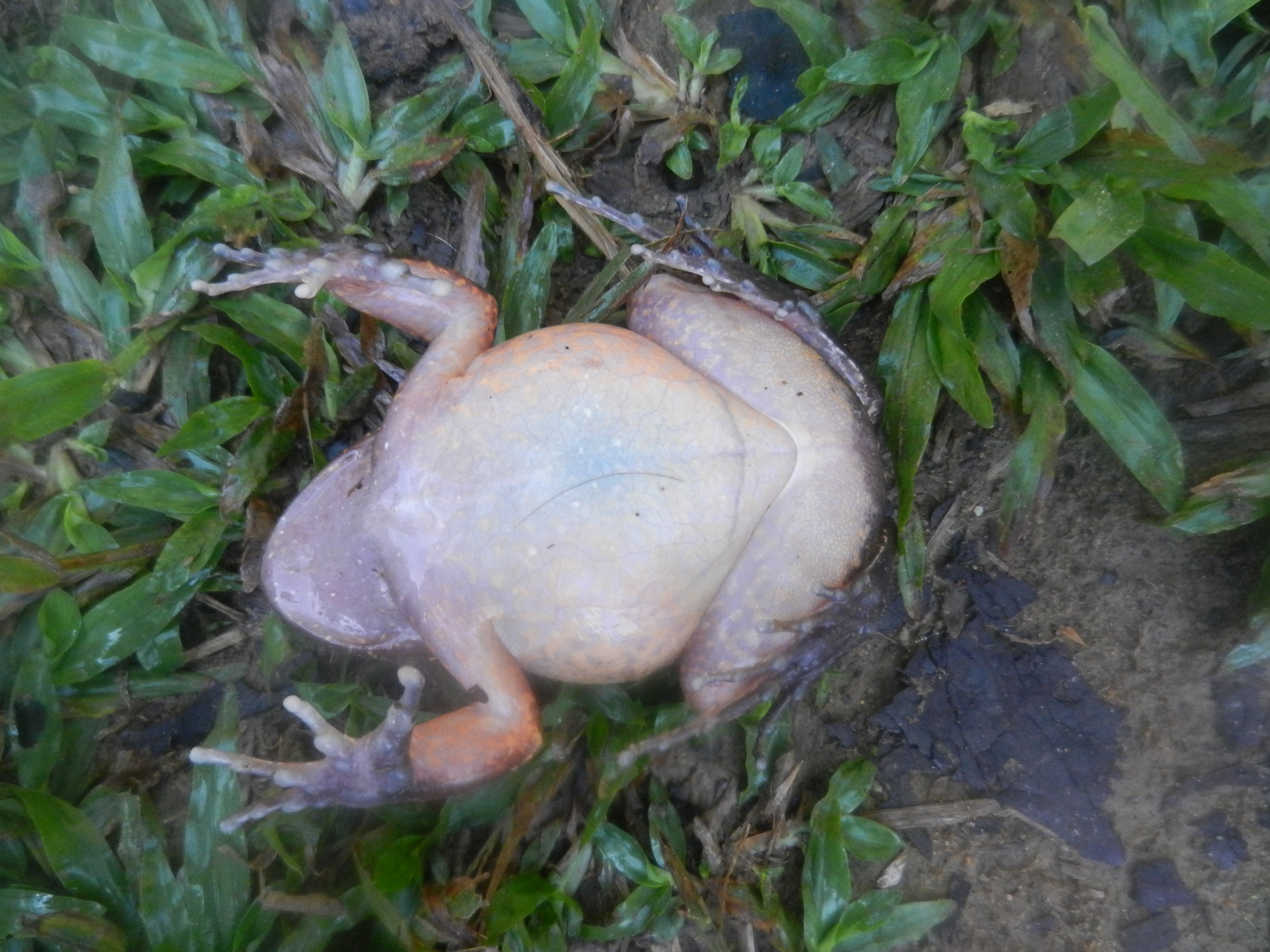
Bauchseite von Leptodactylus rhodomystax. Der Bauch ist grau gefärbt und umfasst dunklere und hellere unregelmäßige Flecken.

Leptodactylus rhodomystax ist eine Froschart aus der Familie der Pfeiffrösche (Leptodactylidae).

## Beschreibung
Leptodactylus rhodomystax gehört zu den Arten mittlerer Größe in der Gattung Leptodactylus. Die dem Herpetologen George Albert Boulenger bei der Erstbeschreibung vorliegenden Exemplare waren allerdings Jungtiere und hatten eine Kopf-Rumpf-Länge von 25 Millimetern. Die Männchen der Froschart werden 80 bis 90 Millimeter lang, die Weibchen bleiben etwas kleiner.
Leptodactylus rhodomystax weist eine rötlich-braune oder gräuliche Grundfarbe auf, mit einer cremefarbenen bis rötlichen supralabialen Linie, die entlang der Oberlippe verläuft und sich unterhalb der Choanen, der Augen und der Trommelfelle beider Seiten verbreitert. Der Bauch ist cremefarben bis grau und umfasst zumindest im vorderen Abschnitt dunklere unregelmäßige Flecken. Der Frosch hat auffällige dorsolaterale Falten als Begrenzung des Rückens, Finger ohne Hautsäume oder Haftscheiben. Die Schnauze ist in der Seitenansicht stumpf.
Charakteristisch ist die Zeichnung der Schenkel. Gut abgegrenzte helle Flecken kontrastieren mit der dunklen Grundfärbung.
Der Artname rhodomystax deutet auf den hellen, manchmal rötlichen Streifen entlang der Oberlippe der Frösche hin.

### Ähnliche Arten
Leptodactylus rhodomystax ähnelt den verwandten Arten Leptodactylus didymus, Leptodactylus elenae, Leptodactylus fuscus, Leptodactylus knudseni, Leptodactylus mystaceus, Leptodactylus paraensis, Leptodactylus pentadactylus, Leptodactylus rhodonotus und Leptodactylus stenodema durch das Vorhandensein ausgeprägter dorsolateraler Falten entlang beider Seiten des Rückens und das Fehlen von Hautsäumen an den Zehen und Fingern. Von all diesen Arten unterscheidet sich Leptodactylus rhodomystax jedoch durch die charakteristische Zeichnung der Oberschenkel mit gut abgegrenzten hellen Flecken auf dunklem Grund. Hingegen fehlt ein heller Längsstreifen, wie er bei L. didymus, L. elenae, L. fuscus und L. mystaceus entlang der Oberschenkel verläuft. L. knudseni, L. paraensis, L. pentadactylus und L. stenodema haben keine charakteristische helle Oberlippe. Bei l. rhodonotus ist der vertikale Streifen oberhalb der Lippe dunkel und die Schenkel sind marmoriert. Die ebenfalls ähnliche Art Rana palmipes besitzt ausgeprägte Schwimmhäute zwischen den Zehen.

## Verbreitung
Leptodactylus rhodomystax kommt im Norden des südamerikanischen Kontinents vor. Das Verbreitungsgebiet erstreckt sich von Französisch-Guayana, Surinam und Guyana über den Süden des venezolanischen Bundesstaats Bolívar und das nördliche und mittlere Brasilien bis nach Kolumbien, Bolivien, Ecuador und Peru. In Venezuela überschneidet sich das Vorkommen der Art mit dem von Leptodactylus riveroi. Verwechslungen der beiden Arten haben zu Fehlinterpretationen des Umfangs des Verbreitungsgebiets in dieser Region geführt. Obwohl die Verbreitung in Venezuela wesentlich geringer ist, als bisher oft angenommen, stuft die IUCN die Art wegen ihres großen Gesamtverbreitungsgebiets als nicht gefährdet (least concern) ein.

## Lebensraum und Lebensweise
Leptodactylus rhodomystax lebt im Amazonasbecken und angrenzenden Regionen in einer Höhe von 50 bis 500 Metern über dem Meeresspiegel. Der Frosch bewohnt die Laubstreu der Böden in den tropischen Regenwäldern ebenso wie Sümpfe, aber auch offenere Gebiete wie Rodungen und Waldränder. Die Art ist nachtaktiv. Die Eier werden in Schaumnester gelegt und die Entwicklung der Kaulquappen erfolgt in temporären, stehenden Gewässern.